# Пайндейл (Вайоминг)
Пайндейл (англ. Pinedale, Wyoming) — город, расположенный в округе Сублетт (штат Вайоминг, США) с населением в 1412 человек по статистическим данным переписи 2000 года.
Является административным центром округа Сублетт.

## Демография
По данным переписи населения 2000 года в Пайндейле проживало 1412 человек, 368 семей, насчитывалось 582 домашних хозяйств и 718 жилых домов. Средняя плотность населения составляла около 385 человек на один квадратный километр. Расовый состав Пайндейла по данным переписи распределился следующим образом: 96,95 % белых, 0,35 % — чёрных или афроамериканцев, 0,71 % — коренных американцев, 0,14 % — азиатов, 0,14 % — выходцев с тихоокеанских островов, 1,27 % — представителей смешанных рас, 0,42 % — других народностей. Испаноговорящие составили 1,49 % от всех жителей города.
Из 582 домашних хозяйств в 32,0 % — воспитывали детей в возрасте до 18 лет, 52,4 % представляли собой совместно проживающие супружеские пары, в 7,4 % семей женщины проживали без мужей, 36,6 % не имели семей. 30,1 % от общего числа семей на момент переписи жили самостоятельно, при этом 8,9 % составили одинокие пожилые люди в возрасте 65 лет и старше. Средний размер домашнего хозяйства составил 2,30 человек, а средний размер семьи — 2,89 человек.
Население города по возрастному диапазону по данным переписи 2000 года распределилось следующим образом: 24,6 % — жители младше 18 лет, 6,3 % — между 18 и 24 годами, 26,6 % — от 25 до 44 лет, 26,3 % — от 45 до 64 лет и 16,1 % — в возрасте 65 лет и старше. Средний возраст жителей составил 39 лет. На каждые 100 женщин в Пайндейле приходилось 100,0 мужчин, при этом на каждые сто женщин 18 лет и старше приходилось 97,8 мужчин также старше 18 лет.
Средний доход на одно домашнее хозяйство в городе составил 35 188 долларов США, а средний доход на одну семью — 40 880 долларов. При этом мужчины имели средний доход в 31 976 долларов США в год против 22 143 доллара среднегодового дохода у женщин. Доход на душу населения в городе составил 20 441 доллар в год. 7,8 % от всего числа семей в округе и 8,9 % от всей численности населения находилось на момент переписи населения за чертой бедности, при этом 5,5 % из них были моложе 18 лет и 10,4 % — в возрасте 65 лет и старше.

## География
По данным Бюро переписи населения США город Пайндейл имеет общую площадь в 3,63 квадратных километров, водных ресурсов в черте населённого пункта не имеется.
Город Пайндейл расположен на высоте 2189 метров над уровнем моря. Климат субарктический, умеренно холодный, полузасушливый (префикс «Df» по Классификации климатов Кёппена).
| Показатель                    | Янв.  | Фев.  | Март  | Апр. | Май  | Июнь | Июль | Авг. | Сен. | Окт. | Нояб. | Дек.  | Год   |
| ----------------------------- | ----- | ----- | ----- | ---- | ---- | ---- | ---- | ---- | ---- | ---- | ----- | ----- | ----- |
| Средний суточный максимум, °C | −3,3  | −1,1  | 3,9   | 9,4  | 15,6 | 21,1 | 25   | 24,4 | 19,4 | 12,8 | 2,8   | −2,8  | 10,6  |
| Средняя температура, °C       | −10,6 | −8,9  | −3,9  | 1,7  | 7,2  | 12,2 | 15   | 13,9 | 9,4  | 3,9  | −4,4  | −10   | 2,2   |
| Средний суточный минимум, °C  | −17,8 | −16,7 | −11,1 | −6,1 | −1,7 | 2,8  | 5,6  | 3,3  | −1,1 | −5,6 | −11,7 | −16,7 | −6,1  |
| Норма осадков, мм             | 18    | 13,5  | 18,8  | 23,4 | 43,9 | 26,9 | 29,2 | 26,4 | 30   | 19,6 | 19,3  | 15,2  | 275,1 |